# Miriam Toukan
Miriam Toukan (en árabe: مريم طوقان, I'billin, Israel, seis de julio de 1982) es una cantante y abogada cristiana árabe israelí. 

## Biografía
Miriam Toukan empezó a cantar en el coro de su iglesia en su pueblo I'billin. Dos años más tarde se unió a una gira del Coro Alkarawan en Finlandia, Estonia, República Checa y Jordania. Fue la primera participante árabe de Kokhav Nolad, un concurso de canciones israelíes inspirado en American Idol, y la primera persona en cantar en árabe en el programa en un horario de máxima audiencia. En 2003, publicó Maqhana, con letra del poeta palestino Samih al-Qasim y música de Nabih Awad, después de su participación en el Festival de AraVision para la canción árabe local. 
Ha publicado dos álbumes de estudio:  Nochebuena en diciembre de 2008, producido por el violinista Moen Daniel. Contó la colaboración de artistas como Gheorghe Zamfir, Alon Olearchick, Karin Blumin, Kamal Suliman, Zohar Fresco y Modus Quartette; y Miriam Toukan, en 2011. También ha participado en varios proyectos, conciertos y festivales de inspiración pacifista.

## Discografía
| Álbumes de estudio - 2008: Nochebuena, Christmas Eve - 2011: Miriam Toukan |